# Beerenberg
A Beerenberg a Jan Mayen-sziget aktív sztratovulkánja. A Jan Mayen-szigeten, Norvégiában 650 km-re északkeletre Izlandtól magasodik. Magassága  2277 méter, más források szerint 2341 méter, ezzel Európa második legmagasabb aktív vulkánja és a Föld legészakibb aktív vulkánja. A forrópontos vulkanizmus miatt jött létre.

## Megmászása
Először egy James Wordie által vezetett csapat jutott fel a csúcsra, 1921. augusztus 11-én. Tagja volt többek között az expedíciónak Paul Louis Mercanton és Thomas Charles Lethbridge.

## Földrajz
Jan Mayen-szigetén fekszik (az úgynevezett Észak-Janon), a Grönlandi- és az Északi-tenger között. A hegy alkotja a sziget északkeleti területét. A Beerenberg a forrópontos vulkanizmus miatt jött létre. A legmagasabb pontja a kráter nyugati részén elhelyezkedő VII. Haakon-csúcs, nevét VII. Haakon norvég király után kapta. Felépítő anyaga a bazalt.

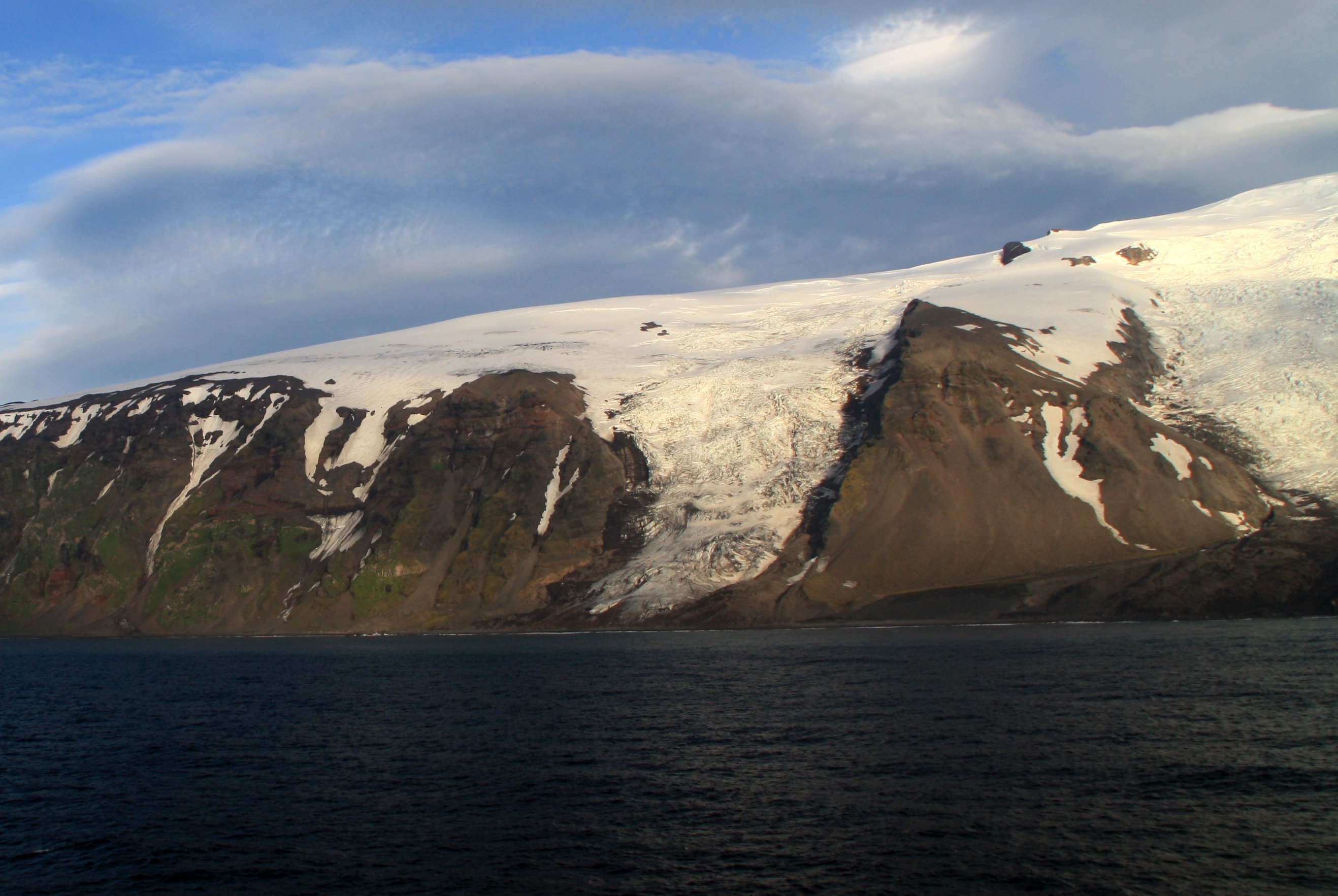
A Svend-Foyn-gleccser

A vulkán nagyrészt jéggel fedett. A jégtakaró összterülete 113 km², amely a Jan Mayen-sziget területének (373 km²) majdnem 30%-a.
A hegyről összesen 20 gleccser folyik le minden irányban. A legnagyobb közülük a Sørbreen-gleccser, amelynek területe 15 km².

## Fordítás
- Ez a szócikk részben vagy egészben  a   Beerenberg (Jan Mayen) című német Wikipédia-szócikk ezen változatának fordításán alapul.  Az eredeti cikk szerkesztőit annak laptörténete sorolja fel. Ez a jelzés csupán a megfogalmazás eredetét és a szerzői jogokat jelzi, nem szolgál a cikkben szereplő információk forrásmegjelöléseként.